# Várhelyi Endre
Várhelyi Endre (születési neve: Weisz Endre) (Hódmezővásárhely, 1924. június 25. – Budapest, 1979. július 27.) magyar színházi rendező, operaénekes (basszbariton); érdemes művész (1978).

## Életpályája
1938-ban egy Shakespeare-tanulmányát oxfordi ösztöndíjjal jutalmazták. A színházat primadonnaként dolgozó édesanyja által szerette meg. 1942-ben érettségizett a Bethlen Gábor Református Gimnáziumban. Felsőfokú tanulmányait Molnár Imrénél, Maleczky Oszkárnál, Ádám Jenőnél és Bartha Dénesnél végezte a Zeneakdémián. 1944-ben harcolt a fronton. 1945-ben a Hódmezővásárhelyi Nemzeti Színház (Szakszervezeti Ifjúsági Színház) igazgatója volt, majd Budapestre került 1946-ban. 1947–1957 és 1963–1977 között a Magyar Állami Operaház tagja volt. 1977-ben betegsége miatt nyugdíjba vonult.

## Családja
Szülei: Weisz László (1890–1945) és Bánky Ida (1895-1945) primadonna volt. Édesapját 1944-ben Németországba hurcolták; bombatámadás okozta halálát. Édesanyja 1945-ben autóbalesetben hunyt el. Testvére, Várhelyi Tamás (1927–1995) főszerkesztő volt. Fia, Dr Várhelyi Endre (1963-) fogorvos. Lánya, Várhelyi Éva (1970-) mezzoszoprán operaénekesnő.
Sírja a Farkasréti temetőben található (25-1-56).

## Szerepei
A Színházi Adattárban regisztrált bemutatóinak száma: 54.
| - Borogyin: Igor herceg – A kán vezére - Nicolai: A windsori víg nők – Dús - Wagner: A nürnbergi mesterdalnokok – Schwartz; Beckmesser - Kacsóh Pongrác: János vitéz – Bartolo - Schubert-Berté: Három a kislány – Gumpelwieser - Verdi: Aida – A király - Erkel Ferenc: Bánk bán – Biberach - Ránki György: Pomádé király új ruhája – Nyársatnyelt Tóbiás - Mejtusz: Az ifjú gárda – A tábornok tisztiszolgája - Beethoven: Fidelio – 2. fogoly - Polgár Tibor: A kérők – Baltafy - Wagner: Tannhauser – Reinmar - Ránki György: Muzsikus Péter új kalandja – Fagott - Kosma: Elektronikus szerelem – Merkur - Berg: Wozzeck – Orvos - Verdi: A végzet hatalma – Calatrava gróf - Orff: Az okos lány – Harmadik csibész - Donizetti: Szerelmi bájital – Dulcamara - Honegger: Johanna a máglyán – - Szokolay Sándor: Vérnász – A menyasszony apja - Bizet: Carmen – Zuniga | - Rossini: Hamupipőke – Don Magnifico - Sosztakovics: Katyerina Izmajlova – Rendőrfőnök - Verdi: Falstaff – Pistol - Puccini: A Nyugat lánya – Ashby - Mihály András: Együtt és egyedül – Második újságíró - Wolf-Ferrari: A négy házsártos – Maurizio - Weill: Mahagony – Hétszentség Mózes - Cooper: Az utolsó mohikán – David Gamut - Offenbach: Szép Heléna – Kalchasz - Szokolay Sándor: Hamlet – Polonius - Rimszkij-Korszakov: Az aranykakas – Polkan - Mozart: Szöktetés a szerájból – Osmin - Wagner: A Rajna kincse – Fasolt - Petrovics Emil: Bűn és bűnhődés – Doktor - Verdi: A trubadúr – Ferrando - Haydn: Ember a Holdon – Buonafede - Paisiello: Botcsinálta bölcsek – Petronio - Donizetti: A csengő – Don Annibale Pistacchio - Britten: Szentivánéji álom – Vackor - Szokolay Sándor: Sámson – Efton - Mozart: Don Juan – Leporello - Mozart: Figaro házassága – Basilis - Smetana: Az eladott menyasszony – Kecal |

## Filmjei
- Fedezzük fel Pestet! (1962)
- Közbejött apróság (1966)
- Irány Mexikó! (1968)
- Maci Laci (1961) magyar hangja

## Díjai
- Érdemes művész (1978)